# Байер Джайентс
«Байер Джайентс» (англ. Bayer Giants) — немецкий баскетбольный клуб из города Леверкузен. Является одним из самых титулованных клубов Германии. В 2007 году в клубе начались финансовые проблемы, из-за чего коллектив покинул элиту, сейчас «Байер» играет во 2 Бундеслиге.

## Титулы
- Чемпион Германии: 1970, 1971, 1972, 1976, 1979, 1985, 1986, 1990, 1991, 1992, 1993, 1994, 1995, 1996
- Кубок Германии: 1970, 1971, 1974, 1976, 1986, 1987, 1990, 1991, 1993, 1995

## Знаменитые игроки
- Свен Шульце 3 сезона: '02-'05
- Кристиан Вельп 5 сезонов: '91-'96
- Ханси Гнад 4 сезона: '95-'97, '99-'01